# Twaalf etudes voor gitaar
Twaalf etudes voor gitaar (Origineel: Douze études pour guitare) is een verzameling composities van de Braziliaan Heitor Villa-Lobos.

## Geschiedenis
De verzameling kwam tot stand na een verzoek van gitarist Andrés Segovia. Villa-Lobos en Segovia hadden elkaar in de lente van 1924 ontmoet, waarbij er een avond lang ideeën werden uitgewisseld over het gitaarspel. De beide heren herinnerden zich de avond verschillend, maar vrijwel zeker is dat Villa-Lobos op de gitaar van Segovia heeft gespeeld en dat liet Segovia niet vaak gebeuren. Uit de ontmoetingen kwam het verzoek van de gitarist naar voren om voor hem een etude te schrijven. Het werden er dus twaalf. Ze werden destijds vergeleken met de etudes geschreven door Domenico Scarlatti en Frédéric Chopin, maar dan voor gitaar solo.
De wederzijdse appreciatie tussen componist en uitvoerder bleek uit het feit dat Villa-Lobos de manuscripten naar Segovia zond met de vraag of hij nog wat kon verbeteren aan de vingerzetting. De gitarist stuurde het terug met de mededeling dat Villa-Lobos als gitaarbespeler voldoende kennis over het muziekinstrument had om direct tot uitgave te kunnen komen. Alhoewel in 1928/1929 afgerond, bleef de Braziliaan er aan werken. In 1947 heeft Segovia een aantal tijdens concerten uitgevoerd. De twaalf verschenen pas in 1953 in druk bij Edition Max Eschig, waarbij overigens de vingerzetting weer grotendeels verdwenen was. Het zou vervolgens nog tien jaar duren voordat in 1963 de eerste uitvoering van de gehele set zou plaatsvinden door Turibio Santos. Om ze te kunnen uitvoeren maakte Santos een studie van de twaalf etudes, waarbij opviel dat Villa-Lobos niet alleen de mogelijke virtuositeit benadrukte, maar ook de klankschakeringen van het tokkelinstrument.    

## Twaalf etudes
1. Animé, lent (oefening in arpeggio's)
2. Très animé (oefening in arpeggio’s)
3. Un peu animé (oefening in arpeggio’s)
4. Un peu modéré; grandioso (oefening in herhalende akkoorden)
5. Andantino
6. Un peu animé; moins
7. Très animé; modéré; tempo I
8. Modéré
9. Un peu animé; moins
10. Animé; modéré, animé, très animé
11. Lent; animé, lent
12. Un peu animé; plus vite; tempo I